# طرق توثيق البحث العلمي
البحث العلمي، هناك  التعريفات الكثيرة التي تُعبر عن البحث العلمي، وتتنوع هذه التعريفات بتنوع أهداف ومجالات وأدوات ومناهج البحث العلمي. لكن معظم هذه التعريفات تلتقي حول التأكيد على دراسة مشكلة ما بقصد حلها، وفقا لقواعد علمية دقيقة؛ وهذا يعطي نوعا من الوحدة بين البحوث العلمية رغم اختلاف حياديتها وتعدد أنواعها.
وقد تناول العديد من الباحثين مفهوم البحث العلمي، كما اختلفت مداخلهم وتباينت اتجاهاتهم حول هذا المفهوم، فكل واحد منهم قد نظر إليه من زاويته الخاصة وحسب ميوله أو قناعته العلمية.
وعند تناول مصطلح (البحث العلمي)، يلاحظ أنه يتكون من كلمتين هما (البحث) و (العلمي).
أما البحث لغويا فهو مصدر الفعل الماضي (بَحَثَ) ومعناه: تتبع، فتش، سأل، تحرى، تقصى، حاول، طلب، وبهذا يكون معنى البحث هو: طلب وتقصي حقيقة من الحقائق أو أمر من الأمور، وهو يتطلب التنقيب والتفكير والتأمل؛ وصولاً إلى شيء يريد الباحث الوصول إليه.
أما العلمي: فهي كلمة منسوبة إلى العلم، والعلم (Science): يعني المعرفة والدراية وإدراك الحقائق «والعلم في طبيعته» طريقة تفكير وطريقة بحث أكثر مما هو طائفة من القوانين الثابتة «وهو منهج أكثر مما هو مادة للبحث فهو» منهج لبحث كل العالم الأمبريقي المتأثر بتجربة الإنسان وخبرته.
هذا وعبارة البحث العلمي مصطلح مترجم عن اللغة الإنجليزية “Scientific Researc”، فالبحث العلمي يعتمد على الطريقة العلمية. والطريقة العلمية تعتمد على الأساليب والطرائق المنظمة الموضوعة في الملاحظة وتسجيل المعلومات ووصف الأحداث وتكوين الفرضيات.